# Cesare Fracanzano

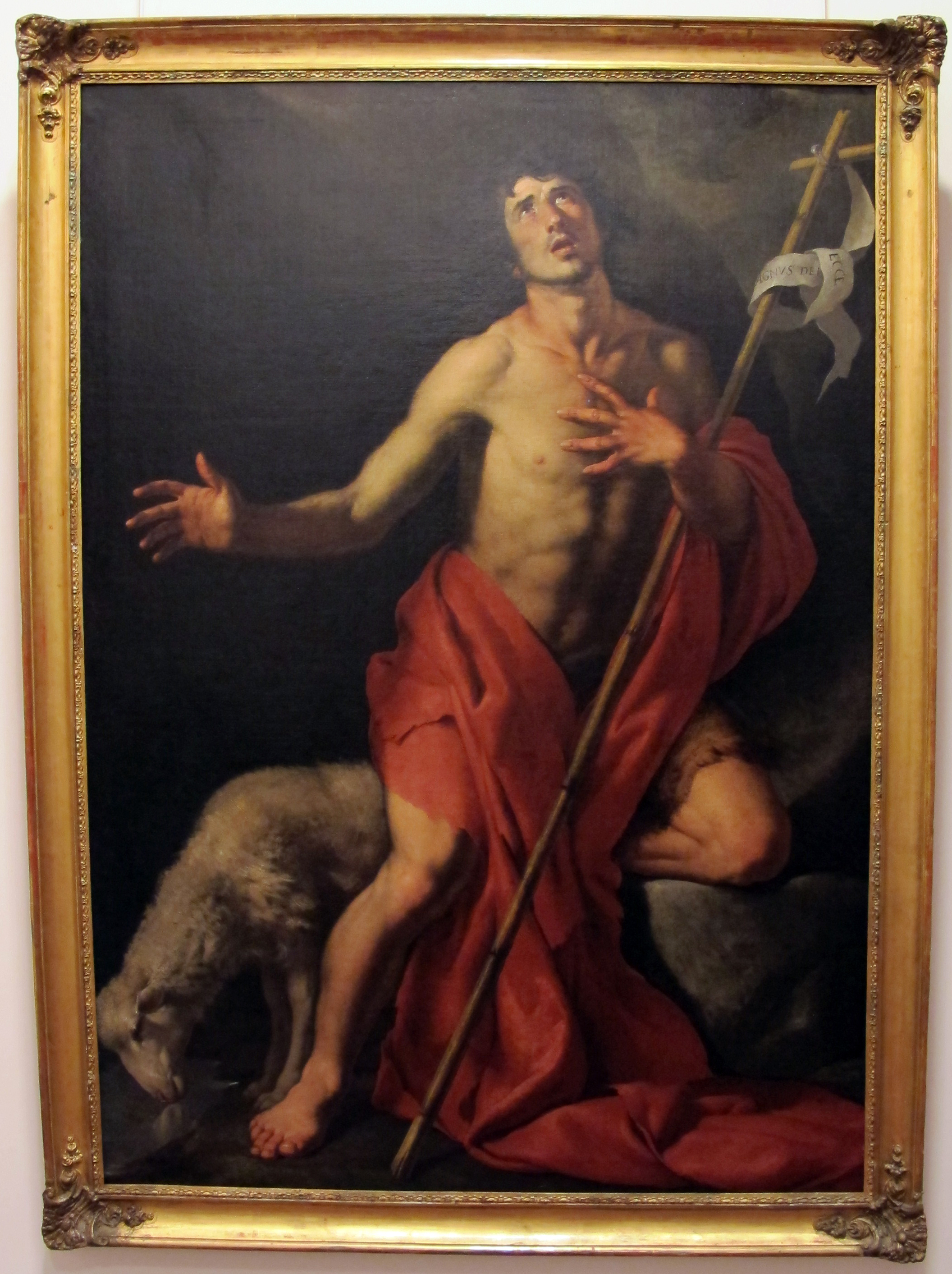
Cesare Fracanzano: Johannes der Täufer, 1635–40, Museo di Capodimonte, Neapel

Cesare Fracanzano (* 16. Oktober 1605 in Bisceglie; † zwischen Ende 1651 und November 1652 in Barletta) war ein italienischer Maler und Freskant des Frühbarock, der zur Schule von Neapel gerechnet wird.

## Leben
Er war ein Sohn des Malers Alessandro Fracanzano (* 1567) und der Elisabetta Milazzo. Auch Cesares jüngerer Bruder Francesco war ein bekannter Maler. Der Vater Alessandro stammte aus Verona und wirkte in verschiedenen Orten Apuliens im Süden Italiens; er war auch der erste Lehrer seiner Söhne.
Laut Bernardo De Dominici studierte er, ebenso wie sein Bruder Francesco, in Neapel in der Werkstatt von Jusepe de Ribera. Dokumentarisch nachgewiesen ist Cesare in Neapel im Jahr 1629, als er eine Mariä Himmelfahrt für einen Kanonikus namens Pizzella malte.
Bereits drei Jahre zuvor hatte Cesare Fracanzano am 25. Juni 1626 im apulischen Barletta eine Beatrice Covelli geheiratet, die sehr schön gewesen sein soll und ihrem Mann häufig als Modell für weibliche Figuren und Engel diente – was sich durch mehrere erhaltene Werke des Malers bestätigen lässt. Zwischen 1633 und 1639 lebte das Paar in Barletta, wo eine ganze Schar von gemeinsamen Kindern getauft wurden: Margherita (27. November 1633), Niccolò Domenico (7. Juni 1635), Domenico Antonio (30. April 1637), Nicola Antonio (3. Juni 1638), Domenico Alessandro (21. August 1639) und Carlo Antonio (Neapel 1640 ?).
Cesare Fracanzano schuf vor allem religiöse Gemälde für Kirchen in Barletta und in Neapel, wie eine Maria Magdalena für San Domenico Maggiore, ein gegeißelter Christus für die Galerie der Gerolamini, und eine Maria Immaculata in Santa Maria della Speranza in Neapel.

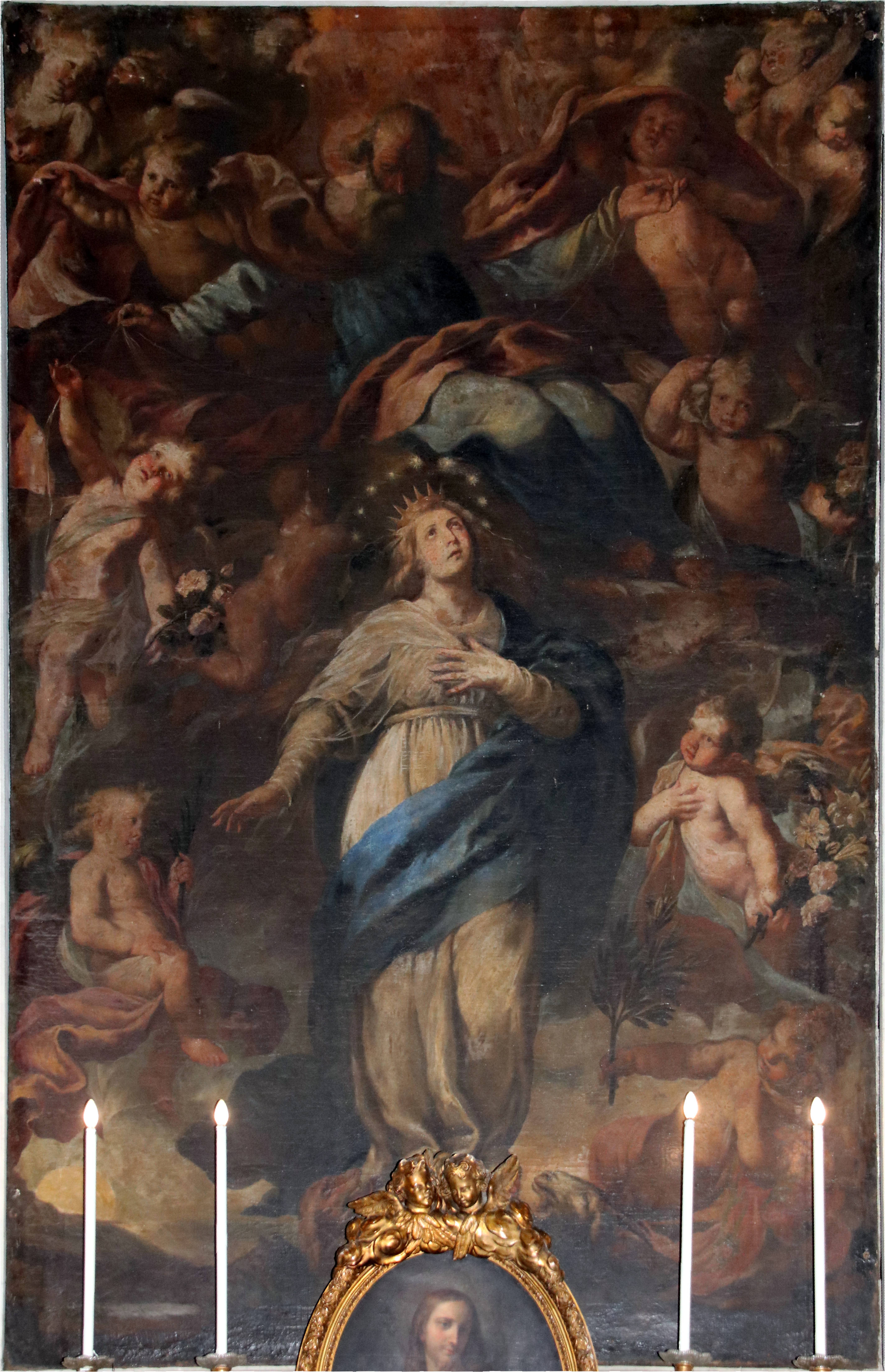
Cesare Fracanzano: Maria Immaculata, um 1641, San Ferdinando, Neapel

1639–40 malte er auch Fresken im Chor von Santa Maria della Sapienza, wo vor ihm Belisario Corenzio gearbeitet hatte. Für diese Malereien erhielt Fracanzano 525 Dukaten.
Er arbeitete auch mehrfach für den Jesuitenorden, für deren neapolitanische Kirche Gesù Vecchio er ein Altarbild mit dem Hl. Franz Xaver, der er Einheimische tauft (1641) malte; dieses Bild hatte großen Erfolg und brachte ihm auch Aufträge durch die Familie Carducci Artemisio ein, für die er eine Reihe von Dekorationen in deren Palast in Taranto schuf.
Für die Jesuiten von Neapel malte er außerdem eine Maria Immaculata in der Kirche San Francesco Saverio (heute: San Ferdinando) – ein Bild, das bei den Gläubigen offenbar große Verehrung genoss, so dass er auch eine Replik für den Chor der Kirche der Gerolamini malen musste.
Daneben erhielt er auch Aufträge von privaten Mäzenen, wie dem Herzog von Campomele, für den er laut de Dominici einige Philosophen und Szenen aus dem Alten Testament gemalt habe.
Das Werk Cesare Fracanzanos lässt vielfältige Einflüsse erkennen. Ausgehend von spätmanieristischen Tendenzen im Frühwerk, öffnete er sich mit der Zeit immer mehr einem in Neapel modernen, durch Einflüsse von Lanfranco gezügelten, Naturalismus, den er mit einer weichen Pinselführung und pastosem Farbauftrag kombinierte. Auch Werke flämischer Meister, wie insbesondere Van Dyck, übten auf ihn in stilistischer Hinsicht offenbar eine gewisse Inspiration aus.
Laut De Dominici waren Cesare Fracanzano und sein Bruder Francesco 1647 an der Revolte von Masaniello beteiligt und gehörten zur sogenannten „Compagnia della Morte“ „(Kompanie des Todes“), die von dem Maler Aniello Falcone geleitet wurde. Nach der Niederschlagung der Revolte sei Cesare vorübergehend nach Frankreich geflüchtet, kehrte aber wegen seiner Familie wieder zurück und wurde dann gefangen genommen. Vor einer Bestrafung seien die Fracanzano-Brüder nur durch das Einschreiten eines seiner Förderer gerettet worden, des Fürsten della Rocca.
Cesare Fracanzano ging in der Folge wieder zurück nach Barletta, wo er Werke für die städtischen Kirchen Sant’Antonio, San Gaetano, Santa Maria di Nazareth, Santa Maria del Carmelo, Il Purgatorio und San Ruggiero schuf. Nach dem Tode von Paolo Finoglia (1645) vollendete Fracanzano die von jenem begonnenen Fresken in der Kirche Santi Cosma e Damiano in Conversano, und schuf das dortige Altarbild mit den heiligen Cosmas und Damian.
Der genaue Zeitpunkt seines Todes ist nicht bekannt, er starb in Barletta irgendwann zwischen Ende 1651, als er sein Testament machte, und November 1652, als seine Frau als Witwe bezeugt ist.

## Werke (Auswahl)

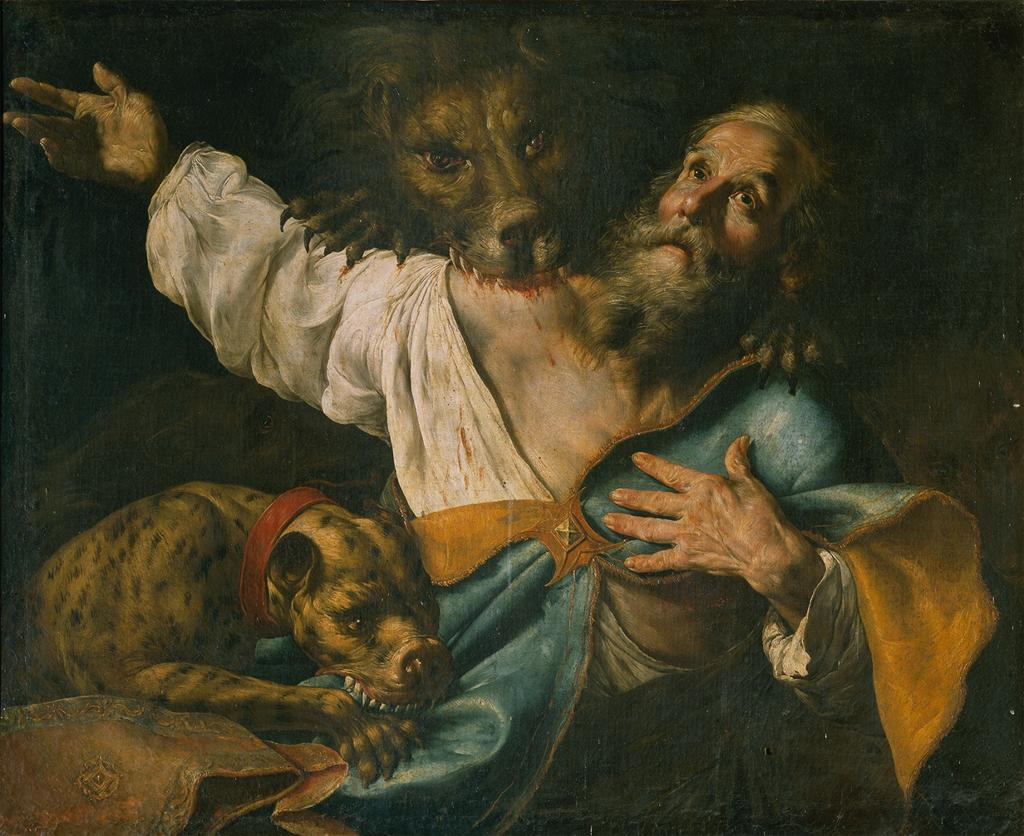
Hl. Ignatius von Antiochia (Cesare Fracanzano zugeschrieben)

- Hl. Helena, Santa Maria di Nazareth, Barletta
- Maria Magdalena, San Domenico Maggiore, Neapel
- Gegeißelter Christus, Galerie der Gerolamini, Neapel
- Maria Immaculata, Santa Maria della Speranza, Neapel
- Fresken im Chor von Santa Maria della Sapienza, 1639–40, Neapel
- Der hl. Franz Xaver tauft Einheimische, 1641, Gesù Vecchio. Neapel
- Maria Immaculata, Kirche San Ferdinando, Neapel (Replik in der Chiesa dei Gerolamini)
- Erziehung der Jungfrau Maria und Die Heilige Familie, Kirche San Gaetano, Barletta
- Hl. Johannes der Täufer, Museo di Capodimonte, Neapel
- Anbetung der Hirten, (urspr. für die Kathedrale von Pozzuoli) Museo nazionale di San Martino, Neapel
- Zwei Kämpfer („Lottatori“), Prado, Madrid
- Gegeißelter Christus, Quadreria dei Gerolamini, Neapel
- Mariä Himmelfahrt, Monastero dei Camaldolesi, Neapel
- Christus mit der Dornenkrone, Accademia del Sacro Cuore, Saint Louis (Missouri).
- Maria Magdalena, Bischofspalast, Andria
- Caritas, Kunsthistorisches Museum, Wien
- Die Hl. Ignatius von Antiochia und Bibbiana, 1645–46, Chiesa del Gesù, Gravina
- Hauptaltarbild Die Hl. Cosmas und Damian und Fresken, ca. 1645–1650, Santi Cosma e Damiano, Conversano